# 鷽替え

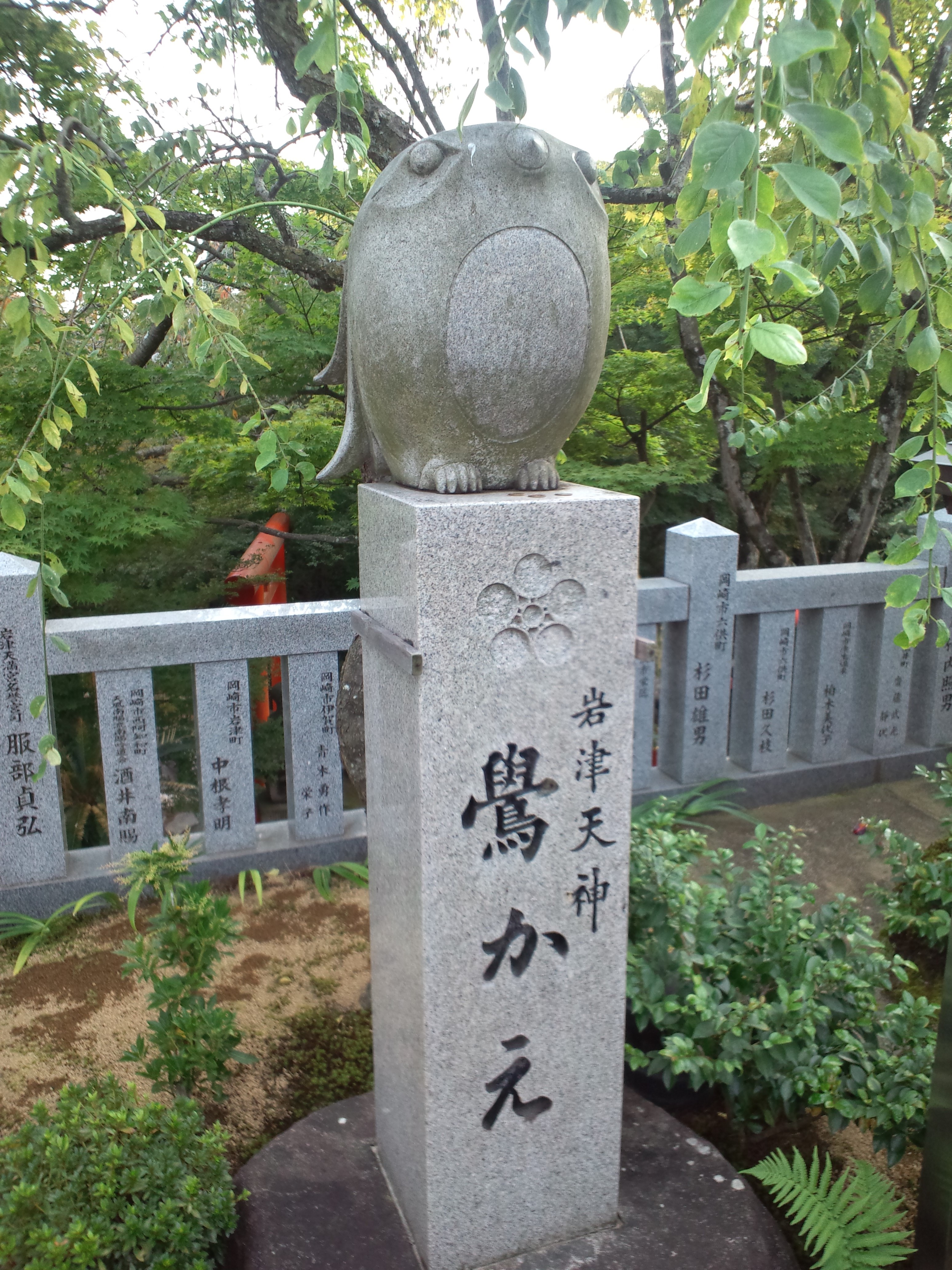
鷽替えの石像（岩津天満宮・愛知県岡崎市）

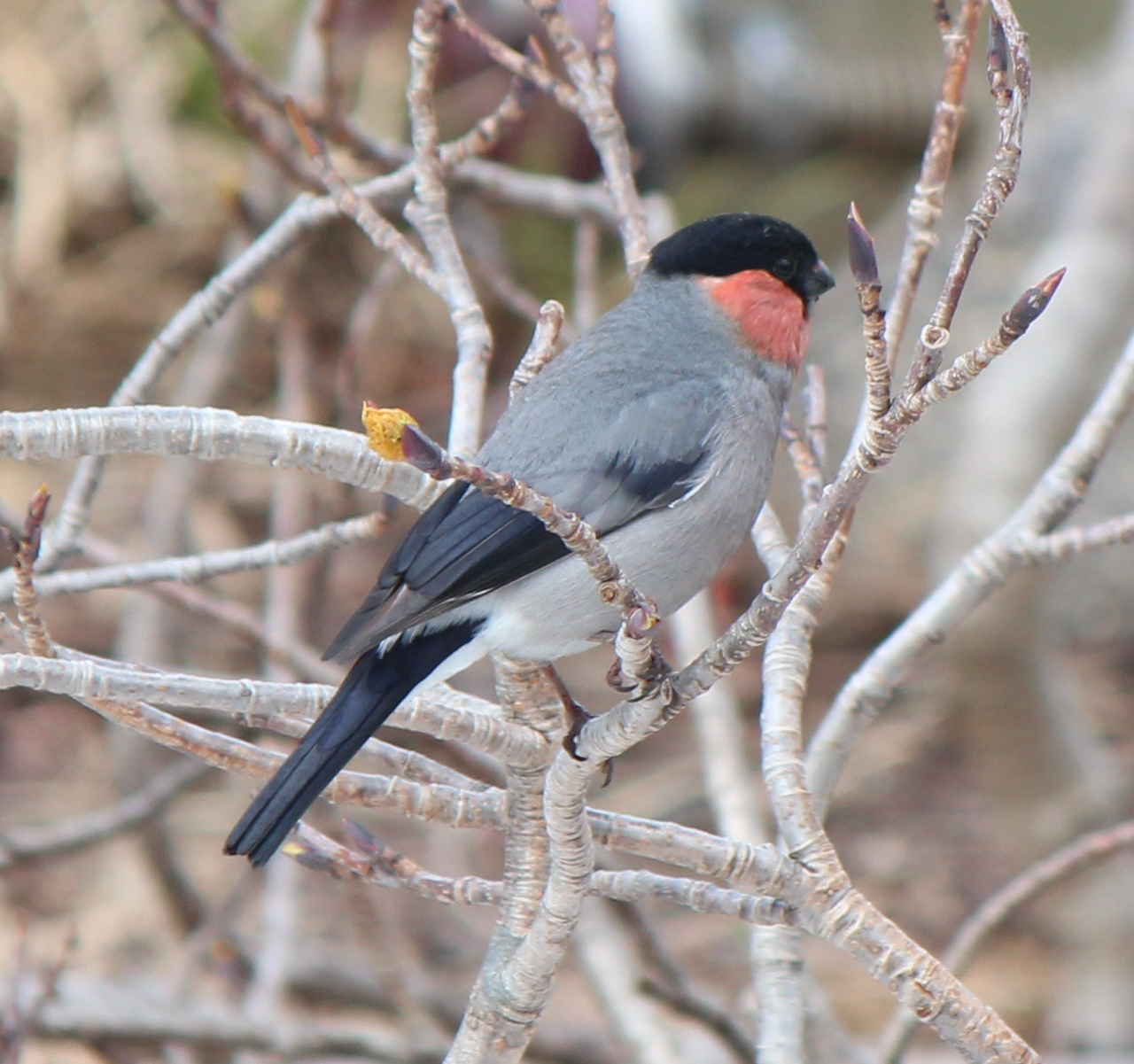
野鳥のウソ

鷽替え（うそかえ）とは、主に菅原道真を祭神とする神社（天満宮）において行われる特殊神事である。鷽（ウソ）が嘘（うそ）に通じることから、前年にあった災厄・凶事などを嘘とし、本年は吉となることを祈念して行われる。

## 概要
元来は太宰府天満宮で古来から行われてきた正月七日夜に鬼すべとともに吉兆を招く神事であった。それが現在では全国へ広がり亀戸天神社、大阪天満宮、道明寺天満宮など、九州では住吉神社等でも行われる。木彫りの鷽の木像である木うそを「替えましょ、替えましょ」の掛け声とともに交換しあうことで有名であるが、亀戸天神社では前年神社から受けた削り掛けの木うそを新しいものと交換する。多くの神社では正月に行われるが斎行日は異なる。
太宰府天満宮では1月7日の酉の刻、亀戸天神社では1月24日、25日に斎行される。なお、道真が仁和2年（886年）から讃岐守を勤めた滝宮天満宮では4月24日に斎行される。

## 由来
太宰府天満宮で正月七日酉刻に行われる鷽替神事の伝承では、当地にて菅原道真が蜂に襲われた時に、ウソの大群が飛んできて助かったという。各地の天満宮でも同じような伝承が最も多い。そのため、木うそが授与されることが多いが、天満宮でなくても授与する神社（福岡市住吉神社など）もある。近年は木うそのほかにも張り子や土人形、陶器、磁器のウソもある。
また、鷽替えは元来大宰府天満宮で鬼すべと共に行われる吉兆神事が発祥とされ、京都市上京区の北野天満宮は天神信仰の中心の一つであるが、鷽替え神事は無く、木うそも授与しない。しかし北野天満宮から勧請された天満宮でも鷽替え神事を斎行している神社は多い。主に初天神の25日前後に斎行される。三天神の一つとされる、山口県防府市の防府天満宮でも古来記録では鷽替神事を斎行していたが、廃れてしまい現在では行っていない。

## 実施日
1月7日
- 太宰府天満宮（福岡県太宰府市）
- 岡崎天満宮（愛知県岡崎市）
- 梁川天神社（福島県伊達市）
- 大祖神社（福岡県糸島市）

1月11日
- 高畑天満宮（福島県福島市） - 飯坂西根神社境内

1月14,25日
- 榴岡天満宮（宮城県仙台市）

1月24,25日
- 亀戸天神社（東京都江東区）
- 大阪天満宮（大阪府大阪市）

1月25日（初天神祭）
- 牛天神北野神社（東京都文京区）
- 平河天満宮（東京都千代田区）
- 五條天神社（東京都上野）
- 新井天神　北野神社（東京都中野区）
- 町田天満宮（東京都町田市）
- 湯島天満宮（東京都文京区）
- 朝日森天満宮（栃木県佐野市）
- 山田天満宮（愛知県名古屋市）
- 道明寺天満宮（大阪府藤井寺市）
- 横手神明社（秋田県横手市）
- 潮江天満宮（高知県高知市)

1月25日から2月3日まで。
- 千葉天神（千葉県千葉市）

4月24日
- 滝宮天満宮（香川県綾川町）

4月25日
- 於保多神社（富山県富山市）

11月3日
- 谷保天満宮（東京都国立市）

なお、北部九州では天満宮以外でも多くの神社で斎行される。
1月7日
- 住吉神社（福岡県福岡市）